# العلاقات الروسية النيجيرية
العلاقات الروسية النيجيرية هي العلاقات الثنائية التي تجمع بين روسيا ونيجيريا.

## مقارنة بين البلدين
هذه مقارنة عامة ومرجعية للدولتين:
| وجه المقارنة                                              | روسيا                                   | نيجيريا                     |
| --------------------------------------------------------- | --------------------------------------- | --------------------------- |
| المساحة (كم2)                                             | 17.08 مليون                             | 923.77 ألف                  |
| عدد السكان (نسمة)                                         | 146.80 مليون                            | 190.89 مليون                |
| الكثافة السكانية (ن./كم²)                                 | 8.59                                    | 206.64                      |
| العاصمة                                                   | موسكو                                   | أبوجا، لاغوس                |
| اللغة الرسمية                                             | اللغة الروسية                           | لغة إنجليزية، اللغة اليوربا |
| العملة                                                    | روبل روسي                               | نيرة نيجيرية                |
| الناتج المحلي الإجمالي (بليون دولار)                      | 1.58 تريليون                            | 375.77 مليار                |
| الناتج المحلي الإجمالي (تعادل القوة الشرائية) بليون دولار | 3.69 تريليون                            | 1.09 تريليون                |
| الناتج المحلي الإجمالي الاسمي للفرد دولار أمريكي          | 9.09 ألف                                | 2.64 ألف                    |
| الناتج المحلي الإجمالي للفرد دولار أمريكي                 |                                         | 5.91 ألف                    |
| مؤشر التنمية البشرية                                      | 0.798                                   | 0.514                       |
| رمز المكالمات الدولي                                      | +7                                      | +234                        |
| رمز الإنترنت                                              | .ru، .рф، .рус ‏، .su                    | .ng                         |
| المنطقة الزمنية                                           | Magadan Time ‏، ت ع م+02:00، ت ع م+12:00 | ت ع م+01:00                 |

## منظمات دولية مشتركة
يشترك البلدان في عضوية مجموعة من المنظمات الدولية، منها:
| علم المنظمة | اسم المنظمة                        | تاريخ انضمام روسيا | تاريخ انضمام نيجيريا |
| ----------- | ---------------------------------- | ------------------ | -------------------- |
|             | مؤسسة التنمية الدولية              | 16 يونيو 1992      | 14 نوفمبر 1961       |
|             | المنظمة الهيدروغرافية الدولية      | ?                  | ?                    |
|             | يونسكو                             | 21 أبريل 1954      | 14 نوفمبر 1960       |
|             | مؤسسة التمويل الدولية              | 12 أبريل 1993      | 30 مارس 1961         |
|             | منظمة حظر الأسلحة الكيميائية       | ?                  | ?                    |
|             | الأمم المتحدة                      | 24 أكتوبر 1945     | 7 أكتوبر 1960        |
|             | الاتحاد الدولي للاتصالات           | 1866               | 11 أبريل 1961        |
|             | منظمة الشرطة الجنائية الدولية      | 27 سبتمبر 1990     | ?                    |
|             | البنك الدولي للإنشاء والتعمير      | 16 يونيو 1992      | 30 مارس 1961         |
|             | الاتحاد البريدي العالمي            | ?                  | ?                    |
|             | وكالة ضمان الاستثمار متعدد الأطراف | 29 ديسمبر 1992     | 12 أبريل 1988        |
|             | منظمة التجارة العالمية             | 22 أغسطس 2012      | ?                    |
|             | الفريق المعني برصد الأرض           | ?                  | ?                    |

## أعلام
هذه قائمة لبعض الشخصيات التي تربطها علاقات بالبلدين:
- الكسندر الومونا (لاعب كرة قدم روسي، 18 ديسمبر 1983[22] – )
- برايان إيدو (لاعب كرة قدم، 18 مايو 1992[23] – )
- بيتر أوديموينغي (لاعب كرة قدم نيجيري، 15 يوليو 1981[24] – )

## وصلات خارجية
- موقع وزارة الخارجية الروسية
- موقع وزارة الخارجية النيجيرية